# Wilmar H. Shiras
Pour les articles homonymes, voir Shiras.
Wilmar House Shiras, née le 23 septembre 1908 à Boston dans le Massachusetts et morte le 23 décembre 1990 , est un auteur de science-fiction. Elle a parfois pris le pseudonyme de Jane Howes.  
Elle est notamment connue pour sa nouvelle Le Secret (In Hiding - 1948), nouvelle publiée en France dans l’anthologie Histoires de surhommes (1984).

## Biographie
Née à Boston dans le Massachusetts, elle a suivi une scolarité de secondaire à Boston. Elle s'est mariée en 1927 à l'issue de ses études. Son époux, Russell, devint un cadre de la société Shell. Ils ont eu cinq enfants.
Elle a étudié l'histoire à l'Université de Californie à Berkeley.
Sa nouvelle longue Le Secret a été envoyée en 1948 à John W. Campbell, directeur de l'influent Astounding Science Fiction, qui l'a publiée en novembre de la même année.
À la suite du succès de sa nouvelle, l'auteur a écrit deux suites, Opening Doors et New Foundations.
Les trois nouvelles furent réunies dans un roman intitulé Children of the Atom . Ce roman a été classé 14e sur la liste des meilleurs livres de SF des 50 dernières années .
Shiras a par la suite travaillé en tant que traductrice pour une maison d'édition new-yorkaise

## Œuvres

### Romans
- (en) Children of the Atom, Gnome Press, 1953

### Nouvelles
- Le Secret, 1968 ((en) In Hiding, 1948)Publiée dans l'anthologie La Science-fiction pour ceux qui détestent la science-fiction par les éditions Denoël dans la collection Présence du futur
- (en) Opening Doors, 1949
- (en) New Foundations, 1949
- (en) A Day's Work, 1952
- (en) Children of the Atom, 1953
- (en) Problems, 1953
- (en) Backward, Turn Backward, 1970
- (en) Shadow-Led, 1971
- (en) Reality, 1972
- (en) Bird-Song, 1973